# Dilshoda Usmanova
Dilshoda Usmanova (* 12. März 2005) ist eine usbekische Leichtathletin, die sich auf den Hindernislauf spezialisiert hat. Sie ist aktuell Inhaberin des Landesrekordes über 3000 m Hindernis.

## Werdegang
Erste internationale Erfahrungen sammelte Dilshoda Usmanova im Jahr 2022, als sie bei den U18-Asienmeisterschaften in Kuwait in 6:55,41 min die Goldmedaille über 2000 m Hindernis gewann und damit einen neuen Meisterschaftsrekord aufstellte. Im Jahr darauf siegte sie bei den U20-Asienmeisterschaften in Yecheon mit neuem Landesrekord von 10:22,41 min über 3000 m Hindernis und belegte anschließend bei den Asienmeisterschaften in Bangkok in 10:45,05 min den achten Platz. 2024 gewann sie bei den U20-Asienmeisterschaften in Dubai in 10:41,37 min die Silbermedaille und kam über 5000 Meter nicht ins Ziel. Im August verpasste sie bei den U20-Weltmeisterschaften in Lima mit 10:26,94 min den Finaleinzug. Im Jahr darauf belegte sie bei den Asienmeisterschaften in Gumi mit neuem Landesrekord von 10:06,62 m den neunten Platz.
In den Jahren 2021, 2022 und 2024 wurde Usmanova usbekische Meisterin im 3000-Meter-Hindernislauf.

## Persönliche Bestzeiten
- 2000 m Hindernis: 6:45,32 min, 14. September 2022 in Taschkent
- 3000 m Hindernis: 10:06,62 min, 30. Mai 2025 in Gumi (usbekischer Rekord)